# Концентрационен лагер в Равенсбрюк
Концентрационният лагер Равенсбрюк е концентрационен лагер за жени, разположен на 90 километра северно от Берлин, в местността Равенсбрюк в община Фюрстенберг (Бранденбург). Построен е през есента на 1938 г. и през май 1939 г. С прехвърлянето на затворници от Лихтенбург се превръща в най-големия концентрационен лагер, създаден изключително за жени.
Първоначално лагерът предлага хигиенни условия и чисти униформи, но вече има наказания и робски труд като норма. Условията се влошават с напредването на Втората световна война и прекомерния брой жени затворници.
По време на съществуването му около 132 000 затворнички от 23 страни, заедно със стотици деца, са преминали през Равенсбрюк, около 92 000 от които са станали жертва на глад, слабост и екзекуции.
През март и април 1945 г. шведският Червен кръст успява да освободи хиляди жени от Равенсбрюк със съгласието на шефа на SS Хайнрих Химлер. На 27 и 28 април останалите жени, които могат да ходят, са принудени да се преместят в „похода на смъртта“. С разпадането на Източния фронт през лятото на 1944 г. нацистите започват да местят затворници в лагерите, изградени в западната част на окупираната Полша към вътрешността на райха. Това става в повечето случаи пешком. През зимата, когато температурите падат до –17 градуса много затворници намират смъртта си по пътя, като маршрутите са опознавани впоследствие по човешките гробове около пътищата.
На 30 април 1945 г. Червената армия освобождава лагера Равенсбрюк, където намира само 3000 жени, много болни.